# Meitner
Meitner (Mt, łac. meitnerium), wcześniej unnilennium (Une) – pierwiastek chemiczny z grupy metali przejściowych w układzie okresowym. Nazwa pochodzi od nazwiska austriackiej fizyczki jądrowej Lise Meitner.
Pierwiastek ten został otrzymany po raz pierwszy 29 sierpnia 1982 r. przez zespół naukowców z Instytutu Badań Ciężkich Jonów w Darmstadt, pracującego pod kierunkiem Petera Armbrustera i Gottfrieda Münzenberga.